# کنستانتین سوم (امپراتور روم غربی)
فلاویوس کلادیوس کنستانتیوس (به لاتین: Flavius Claudius Constantius) یا کنستانتین سوم (مرگ کمی پیش‌تر از ۱۸ سپتامبر ۴۱۱) یک ژنرال رومی بود که در ۴۰۷ خود را امپراتور روم غربی در بریتانیا و گل نامید. او از ۴۰۹ تا ۴۱۱ با امپراتورِ روم غربی فلاویوس هونوریوس امپراتورِ مشترک بود.
کنستانتین در طول یک نبرد خونین در بریتانیای روم به‌قدرت رسید و از سوی لژیونهای محلی در ۴۰۷ به‌عنوان امپراتور شناخته شد. او فوراً به گل حرکت کرد و تمامی نیروهای متحرکش را از بریتانیا با خود بُرد تا با مهاجمان ژرمن گوناگونی که زمستان گذشته از راین گذر کرده بودند رویارو گردد. کنستانتین پس از نبردهای مختلف با نیروهای هونوریوس، دست بالاتر را داشت؛ و در نتیجه هونوریوس او را در ۴۰۹ به‌عنوان امپراتور مشترک به‌رسمیت شناخت. فعالیت‌های قبایل مهاجم، حملات ساکسون‌ها به بریتانیای تقریباً بی‌دفاع و کناره‌گیری برخی از فرماندهان ارشد او منتج به قطع پشتیبانی از وی شد. پس از عقب‌گردهای نظامی بیشتر، او در ۴۱۱ مخلوع، اسیر و به‌دست کنستانتیوس سوم اعدام شد.